# صالح بن عبد الله الإلغي
صالح بن عبد الله الإلغي (1925 - توفي 17 أغسطس 2017) رجل دين وباحث مغربي في العلوم الشرعية من نواحي تزنيت.

## ولادته
ولد الشيخ العلاّمة سيدي صالح ب "دُّوكَادير" سنة 1924م الموافق لـ14 ربيع الآخر 1343هـ بإلْغ وهي قرية في سهل يبعد بـ 84 كلم عن مدينة تيزنيت.

## دراسته
حفظ القرآن الكريم بمسقط رأسه، على يد ثلاثة أساتذة سملاليين هم: محمد بن محمد الطالبي ومحمد بن الحسن التادلي وعبد الله بن أحمد الطالبي، وهو عمدته، وعلى يده أتقن حفظ القرآن الكريم.
افتتح الدراسة العلمية منتصف 1935م، بالمدرسة الوفقاوية على يد أحمد بن الحاج محمد اليزيدي، وشارط في هذه المدرسة بعد أحمد بن محمد الأهريبي، فأخذ عنه المترجم نحو سنة. ثم أخذ عن والده عبد الله بن محمد الصالحي الإلْغي بمدرسة أيمور، نحو سنتين، ثم راجع شيخه اليزيدي، فأخذ عنه في المدرسة الجشتيمية، وعليه تخرج قبل وفاته سنة 1945م.
ثم كانت المذاكرات التي لا تنقطع في حضرة والده أكبر مشحذ لذاكرته، حتى أتقن كل العلوم الشرعية.

## مشارطاته
بعد أن استكمل تكوينه العلمي، وعلا كعبه في المعارف الرائجة في سوس، ولى وجهه شطر المشارطة، ليبدأ في حياته مرحلة التعليم والعطاء، فمارس المشارطة والتدريس في المدارس التالية:
- مدرسة تاسريرت، التي خلف فيها والده سنة 1365 هـ / 1945م.
- مدرسة تازموت السملالية من سنة: 1950م إلى سنة 1952م (1370-1372هـ)،
- مدرسة إغشان التي كان يعين فيها والده، وينوب عنه فيها من سنة 1953م إلى سنة 1957م.
- المدرسة الجشتيمية، التي بقي فيها من سنة 1958م إلى سنة 1959م.
- مدرسة إكضي، والتي استمرت مشارطته فيها من سنة 1960م إلى سنة 1963م.
- مدرسة إغشان (للمرة الثانية) من سنة 1964م إلى سنة 1965م.
- مدرسة أيمور، من سنة 1966م إلى سنة 1967م.
- مدرسة زاوية سيدي وكاك بأكلو، من سنة 1968م إلى سنة 1969م.
- المدرسة الإيليغية، من سنة 1970م إلى سنة 1971م.
- مدرسة سيدي وكاك (مرة ثانية) من سنة 1971م إلى سنة 1974م.
- مدرسة دُّو ودرار برسموكة، من سنة 1975م إلى سنة 1991م.
- مدرسة سيدي محمد الشريف بقبيلة الأخصاص، من سنة 1993م إلى سنة 1994م.
- المدرسة الحسنية العتيقة بتيزنيت، التي انتدب للتدريس فيها سنة 1996م، وما زال يمارس فيها عمله التعليمي حتى وفاته.

إلى جانب عمله في هذه المدرسة، أصبح من أساتذة الكراسي العلمية بتيزنيت.

## مؤلفاته
اهتم بالتأليف منذ سنة 1949م، ولذلك قال العلامة محمد المختار السوسي في شأنه: “وقد رأيناه يزاول التأليف في فنون شتى، فلئن زاد قدما ليكونن غدا علامة إلْغ، كما هو عليه والده الآن حفظه الله ووفقه”. مؤلفاته المطبوعة لحد الآن هي التالية:
1. دليل الفارض ومفتاح الفرائض، طبع سنة 1990م.
2. الحقائق المكللة والدرة الألغية، طبع في صفر سنة 1993م.
3. تعاليق على شرح الكبير للشيخ الأزاريقي على المبنيات الجشتيمية، طبع مع الحقائق المكللة والدرة الإلغية.
4. المدرسة الأولى، طبع عام 1998م.
5. المنقع بتحقيق المطلع، طبع عام 1999م.
6. إتحاف الجيل بزبدة علم الخليل، طبع عام 2001م.
7. شرح ملخص البناء في الحروف والأفعال والأسماء وشرح مبنيات الجزولي، طبع عام 2005م.
8. بذل الصابون على بذل الماعون، رد على رسالة سيدي عبد الحي بن محمد بن الصديق في شأن إقامة الجمعة بقرية إماون، قبيلة آيت باها.
9. الحلل الحريرية على فاتحة الجزولية، مباحث في النوع والجنس والصنف والشخص عند النحاة المناطقة، دار النجاح الجديدة، 2009.

## مكانته بين أسرته العلمية
الشيخ ينحدر من أسرة عالمة ماجدة، فوالده “الشيخ عبد الله بن محمد” علامة متمكن وأديب مجيد، وجده الشيخ محمد بن عبد الله علامة جليل، وهو مؤسس المدرسة الإلغية عام 1297هـ.
وقد سار الشيخ صالح على درب أسرته العالمة الأديبة، وترسم خطا أسلافه الأفاضل، فنال حظه الوافر من العلم والأدب، واستحق أن يقول في حقه مؤرخ سوس العلامة سيدي محمد المختار السوسي: “وقد جالست المترجم وناقشته وجاذبته مباحثات، فرأيت من نجابته ما حقق به أنه ابنُ أبيه الفذُّ الخنذيذ”.

## وفاته
توفي الشيخ صالح بن عبد الله الإلْغي يوم الخميس 24 ذو القعدة 1438هـ الموافق لـ17 أغسطس 2017.